# Saint-Frézal-de-Ventalon
Pour les articles homonymes, voir Saint-Frézal.
Saint-Frézal-de-Ventalon est une ancienne commune française, située dans le département de la Lozère en région Occitanie, devenue le 1er janvier 2016 une commune déléguée au sein de la commune nouvelle de Ventalon-en-Cévennes.
Ses habitants sont appelés les Saint-Frézaliens.

## Géographie
| Pont de Montvert - Sud Mont Lozère | Vialas                   |                                                    |
|                                    | Saint-Frézal-de-Ventalon | Saint-Andéol-de-Clerguemort (Ventalon en Cévennes) |
| Saint-Privat-de-Vallongue          |                          | Le Collet-de-Dèze                                  |

## Histoire
Pendant la révolte des Camisards, Saint-Frézal-de-Ventalon fut un lieu de refuge pour les insurgés protestants.
Au cours de la Révolution française, la commune porte le nom de Paix-de-Ventalon.

## Politique et administration
| Période | Période | Identité           | Étiquette | Qualité |
| ------- | ------- | ------------------ | --------- | ------- |
| 2001    | 2008    | Étienne Passebois  | PS        |         |
| 2008    | 2015    | Jean-Claude Lieber |           |         |

## Démographie
L'évolution du nombre d'habitants est connue à travers les recensements de la population effectués dans la commune depuis 1793. À partir du 1er janvier 2009, les populations légales des communes sont publiées annuellement dans le cadre d'un recensement qui repose désormais sur une collecte d'information annuelle, concernant successivement tous les territoires communaux au cours d'une période de cinq ans. 
Pour les communes de moins de 10 000 habitants, une enquête de recensement portant sur toute la population est réalisée tous les cinq ans, les populations légales des années intermédiaires étant quant à elles estimées par interpolation ou extrapolation. Pour la commune, le premier recensement exhaustif entrant dans le cadre du nouveau dispositif a été réalisé en 2007,.
En 2013, la commune comptait 152 habitants, en évolution de −5,59 % par rapport à 2008 (Lozère : −1,04 %, France hors Mayotte : +2,49 %).
| 1793 | 1800 | 1806 | 1821 | 1831 | 1836 | 1841 | 1846 | 1851 |
| ---- | ---- | ---- | ---- | ---- | ---- | ---- | ---- | ---- |
| 658  | 657  | 613  | 677  | 684  | 823  | 668  | 604  | 593  |

| 1856 | 1861 | 1866 | 1872 | 1876 | 1881 | 1886 | 1891 | 1896 |
| ---- | ---- | ---- | ---- | ---- | ---- | ---- | ---- | ---- |
| 561  | 510  | 520  | 503  | 523  | 533  | 501  | 506  | 412  |

| 1901 | 1906 | 1911 | 1921 | 1926 | 1931 | 1936 | 1946 | 1954 |
| ---- | ---- | ---- | ---- | ---- | ---- | ---- | ---- | ---- |
| 412  | 410  | 398  | 303  | 301  | 260  | 229  | 174  | 152  |

| 1962 | 1968 | 1975 | 1982 | 1990 | 1999 | 2007 | 2012 | 2013 |
| ---- | ---- | ---- | ---- | ---- | ---- | ---- | ---- | ---- |
| 122  | 98   | 76   | 92   | 106  | 143  | 159  | 151  | 152  |

## Lieux et monuments
- Mas du Viala Ponsonnenc.